# Frode Lamøy
Frode Lamøy, né le 2 avril 1972, est un batteur norvégien. Il a joué avec les groupes de Jack In The Box, Autopulver et TNT. Il a également joué ou fait des duos avec Mari Boine, Karen Jo Fields, Magne F, ou Venke Knutson.

## Discographie

### Albums
- Jack in the Box - Stigma (1995)
- Shave - Shave (1996)
- Autopulver - F-words (1997)
- TNT - Firefly (1997)
- Sphere - sirMania (1998)
- TNT - Transistor (1999)
- Autopulver - Vapor Trails (1999)
- Ronni Le Tekrø - Extra Strong String (2000)
- Gylder - Gnist (2004)
- Magne F - Past Perfect Future Tense (2004)
- Various Artists - Rørt og Urørt (2005)
- One People - Tatanka Volume 1 (2006)

### Singles
- Jack in the Box - "Rockjumping" (1993)
- Autopulver - "Frisbee" (1997)
- Autopulver - "Funfair" (1998)
- Autopulver - "Being Boring" (1998)
- Autopulver - "Remedy/Surgery" (1999)
- Autopulver - "If I Get Too Deep" (1999)
- Autopulver - "Kissing Like a Mainstream" (2000)
- Autopulver - "By Leaving Rome I Found My Home" (2000)
- The Landlords - "Meant to Be" (2002)[2]